# Профиль (река)
Профиль — река в России, протекает по Краснодарскому краю. Устье реки находится в 109 км по левому берегу реки Пшиш. Длина реки составляет 14 км. Площадь водосборного бассейна — 28 км². Высота устья — 57,8 м над уровнем моря.

## Данные водного реестра
По данным государственного водного реестра России относится к Кубанскому бассейновому округу, водохозяйственный участок реки — Пшиш. Речной бассейн реки — Кубань.
Код объекта в государственном водном реестре — 06020001212108100005249.